# Wola Kowelska
Wola Kowelska (ukr. Воля-Ковельська, Wola-Kowelśka) – wieś na Ukrainie w obwodzie wołyńskim, w rejonie kowelskim. W 2001 roku liczyła 834 mieszkańców.